# Johann von Melem

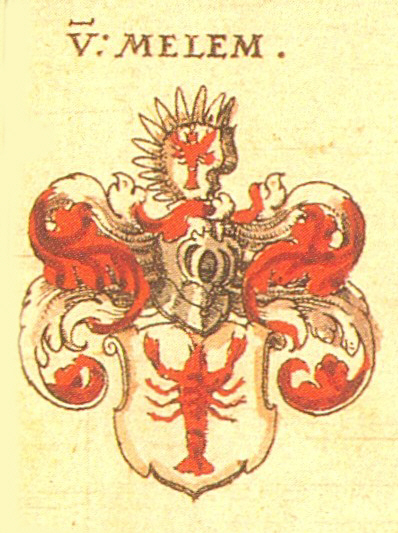
Wappen der Familie Melem

Johann von Melem (* 12. Juli 1433 in Köln; † 20. März 1484 in Frankfurt am Main) war der Stammvater der Familie von Melem. Die Familie gehörte zu den angesehensten und reichsten Patrizierhäusern von Frankfurt. Sie starb 1654 aus.
Die Vorfahren Johann von Melems stammten aus Mehlem. Er selbst wurde in Köln geboren und kam 1454 nach Frankfurt am Main. Er heiratete die Frankfurter Bürgerstochter Gredgen von Dorfelder und erwarb 1456 das Frankfurter Bürgerrecht.
Durch den Handel mit Tuchen und Edelsteinen war er in kurzer Zeit zu großem Reichtum gekommen. 1464 erwarb er die Häuser Bornfleck und Zum Rauchfaß am Markt zwischen Dom und Römerberg und ließ sie abreißen. An ihrer Stelle ließ er das Steinerne Haus errichten, einen prächtigen Bau im Stil der niederrheinischen Gotik. Das Steinerne Haus befindet sich seit 1898 im Besitz der Stadt Frankfurt. Es wurde im Zweiten Weltkrieg zerstört und 1962 wiederaufgebaut. Heute befindet sich hier der Sitz des Frankfurter Kunstvereins.
Johann von Melem starb am 20. März 1484 in Frankfurt am Main. Er ist einer der wenigen Zeitgenossen, dessen genaue Lebensdaten bekannt sind. Nach der Familie Melem ist die Melemstraße im Frankfurter Nordend benannt. Ein Bild seines Sohnes, Johann von Melem des Jüngeren, befindet sich in der Alten Pinakothek in München. Seine ältere Tochter Katharina war mit dem Patrizier und Stifter Jakob Heller verheiratet.
Melems Enkel wurde in die Ganerbschaft Alten Limpurg, die mächtigste Patriziervereinigung Frankfurts, aufgenommen. Einer seiner Nachfahren, Johann VI. von Melem, legte um 1550 das Melemsche Hausbuch an, eines der farbigsten und prachtvollsten Geschlechterbücher der Renaissance. 
Im Hausbuch ist auch Phillip Ludwig von Mehlem erwähnt. Er wurde zum ersten  Gesandten der freien Reichsstadt Frankfurt am Immerwährenden Reichstag in Regensburg,   verstarb dort aber bereits 1654 Als einer der ersten Gesandten wurde er auf dem Kirchhof hinter der Dreieinigkeitskirche begraben, dem heutigen Gesandtenfriedhof. Dort ist seine Grabstätte mit Grabplatte und teilweise noch lesbarer Inschrift, dem südlichen Ausgang aus der Kirche gegenüber erhalten.